# Vaipo
Vaipo är en sjö i Kyrkslätts kommun i Finland.   Den ligger i landskapet Nyland, i den södra delen av landet, 30 km väster om huvudstaden Helsingfors. Vaipo ligger 45 meter över havet. I omgivningarna runt Vaipo växer i huvudsak blandskog. Arean är 13,2 hektar och strandlinjen är 2,01 kilometer lång. Sjön  ingår i Finska vikens kustområde. 